# Cipriano Olivera
Cipriano Olivera (* 1894; † 1985) war ein uruguayischer Politiker.
General Olivera, der der Partido Colorado angehörte, hatte mindestens Ende der 1940er Jahre die Funktion des Stabschefs der uruguayischen Armee inne. Später war er vom 1. März 1959 bis zum 23. März 1961 Verteidigungsminister Uruguays. Er trat zurück, weil er durch die Mitglieder des Consejo Nacional de Gobierno seine Kompetenz angezweifelt sah, obwohl man ihn schließlich von dieser Seite aus zu einem Verbleib im Amt zu bewegen versuchte.